# Dica dica dica
Dica dica dica è un singolo di Renato Rascel, con la denominazione  Rachel, pubblicato nel 1936 dalla casa discografica Durium.

## Descrizione
Il disco, che vede il debutto dell'artista come cantante, è uno speciale disco flexy, prodotto in quel periodo in Italia dalla Durium, in cui lo strato di ceralacca era inciso solo da un lato, mentre l'altro era incollato su un supporto di cartone tondo, dando appunto l'effetto di flessibilità.
La canzone Dica dica dica era stata lanciata nel 1934 da Riccardo Billi in duo con Renato Romigioli.
Il brano è registrato con l'accompagnamento dell'Orchestra Durium diretta da Luigi Malatesta.

## Tracce
1. Dica dica dica (testo: Bixio Cherubini – musica: Pasquale Frustaci; edizioni musicali Gruppo Editoriale Bixio)